# Lepadichthys frenatus
Lepadichthys frenatus is een straalvinnige vissensoort uit de familie van schildvissen (Gobiesocidae). De wetenschappelijke naam van de soort is voor het eerst geldig gepubliceerd in 1904 door Waite.